# Kaap Tres Puntas
De Kaap Tres Puntas (Spaanse voor drie punten) is een rotsachtige uitloper in het zuiden van Argentinië, aan de zuidkant van de San Jorgegolf. Het maakt deel uit van de kustsector van het departement Deseado, in het noordoosten van de provincie Santa Cruz. Het bestaat, zoals de naam aangeeft, uit drie punten, die zich elk uitstrekken.
Het heeft een hoge kustlijn, omzoomd met ravijnen die van het binnenland tot aan de stranden reiken in de vorm van laagland. Daarachter ontwikkelen de kustgebergtes en kleine zoutvlakten zich tot aan de grote zoutvlakte bij Cabo Blanco. Deze kaap ligt ongeveer 15 kilometer naar het zuidoosten.

## Geologie
Het is een gebied dat bestaat uit porfierontsluitingen.

## Flora en fauna
De kaap vormt de scheiding tussen de mariene ecoregio Noord-Patagonische Golven in het noorden en de mariene ecoregio Patagonische Plat in het zuiden.